# 申時行
申時行（1535年9月12日—1614年8月23日），字汝默，號瑤泉，致仕時號休休居士，晚號蘇菴主人，直隸蘇州府長洲縣人，民籍，明朝政治人物。嘉靖四十一年狀元及第，累官吏部尚書、中極殿大學士，內閣首輔，諡文定。

## 生平
父申士章為富商。祖父申乾將其自小過繼徐姓舅家，幼時姓徐。嘉靖四十年（1561年）辛酉科應天鄉試第三名舉人，四十一年（1562年）中式壬戌科會試第二十八名，一甲第一名進士（狀元），回歸本宗申姓。授翰林院修撰，隆慶五年（1571年）升左春坊左諭德兼翰林院侍讀，萬曆二年（1574年）升詹事府少詹事兼翰林院侍讀學士，四年（1576年）升詹事，五年（1577年）任會試副考官，升禮部右侍郎，同年改吏部右侍郎，六年（1578年）升吏部左侍郎兼東閣大學士，七年（1579年）升禮部尚書兼文淵閣大學士，八年（1580年）任會試正考官，十一年（1583年）升吏部尚書兼中極殿大學士，加少師兼太子太師，同年張四維丁父憂三年，申時行代理內閣首輔，十三年（1585年）張四維居喪將期滿時病逝，申時行正式出任內閣首輔，為政以維持局面、調和明神宗和御史等言官之間矛盾為主要基調，雖拯救不少觸怒明神宗者的性命，卻因此被視為“首鼠兩端”。
萬曆十九年（1591年）在明神宗和言官之間試圖調和立儲之事的爭議，被言官論劾，辭官回蘇州閒居。四十二年（1614年）卒，享年八十歲，贈太師，諡文定，賜葬吳山之南。
申時行於首輔任上開創“章奏留中”及“經筵取消，改為進呈講義”，其本意雖為拯救雒仁並讓不聽大臣講學的明神宗至少可以自己看點文字，這兩個慣例的養成都多少促成萬曆怠政，並徹底切斷皇帝與大臣們交流的渠道。

## 著作

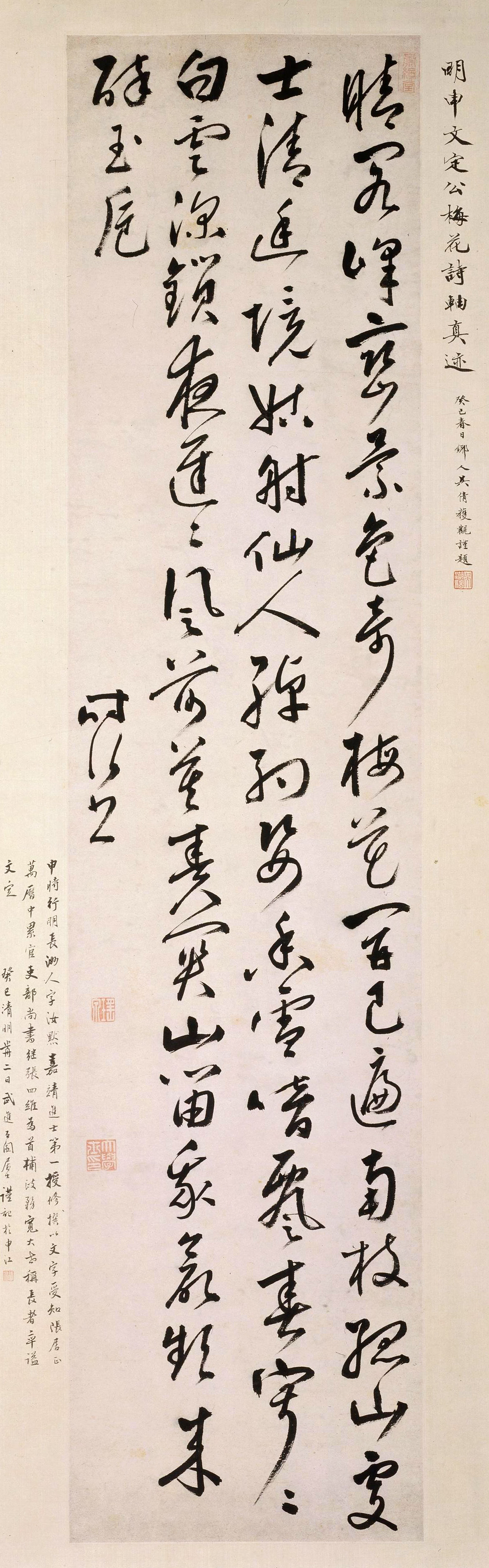
申時行 行書梅花七律詩軸

《四庫全書總目》稱：“其相業無咎無譽，詩文亦如其人”。著有《賜閑堂集》、《書經講義會編》、《召對錄》、《綸扉奏草》、《申文定公賜閑堂遺墨》等。萬曆年間參與重修《明會典》。
他亦善於真書、行書、草書。

## 家族
曾祖申周；祖父東城公申乾；父古愚公申士章。母王氏（贈一品夫人）；繼母黃氏（封一品夫人）。重慶下。從弟申時德、申時化、申時傑。姐妹嫁中書舍人周正謨。夫人為洞涇吳氏太醫院吏目吳元宣次女（1537-1616）。有三子：長子申兆虬早殤；次子申用懋（萬曆十一年進士）；三子申用嘉（萬曆十年舉人）。還有二女：長女嫁萬曆二十三年進士李鴻；次女嫁郭元尹。

## 延伸阅读
[在维基数据编辑]
 在维基文库阅读此作者作品（ 在维基共享资源阅览影像）
 《國朝獻徵錄·卷之十七》，出自焦竑《國朝獻徵錄》
 《明史卷二百一十八》，出自《明史》
| 官衔          | 官衔                        | 官衔          |
| ------------- | --------------------------- | ------------- |
| 前任： 張四維 | 明朝內閣首輔 1583年－1591年 | 繼任： 王家屏 |